# Аеропорт (Медведевський район)
Аеропо́рт (рос. Аэропорт, марій. Аэропорт) — селище у складі Медведевського району Марій Ел, Росія. Входить до складу Сенькинського сільського поселення.

## Населення
Населення — 289 осіб (2010; 342 у 2002).
Національний склад (станом на 2002 рік):
- марі — 48 %
- росіяни — 47 %